# 地下家
地下家（じげけ）は、昇殿が許されない廷臣の家格。江戸時代には約460余家あった。

## 歴史
昇殿とは天皇の日常生活の場である清涼殿南廂にある殿上間へ昇ることで、公卿以外に昇殿を許された者を殿上人、許されない者を地下人といった。9世紀（平安時代中期）以降、昇殿を許されるかが朝廷の身分制度として重要な意味を持つようになったが、はじめは天皇との私的関係に基づき、個人に許されるものであった。しかし、公家社会において世襲や先例重視の傾向が強まるとともに、昇殿を許されるか、どの段階で許されるかは、出自（家格）によっておおよそ決まるようになっていく。中世以降は、昇殿を許される家（堂上家）と昇殿を許されない家（地下家）という家格が、明確に区分されるようになり、地下家の概念が成立した。後には、地下家の廷臣は三位に昇っても昇殿は許されないようになった。
なお、六位蔵人の最上位である極臈を1代で3度務めるか、3代連続で務めた家は堂上家となる例があったが、実例は少ない。また、堂上家と同様、旧家・新家の区分があったが、桜町天皇（在位1735年 - 1747年）の時代にみだりに新家を立てることが停止された。
維新後、地下家は原則として士族に列したが、地下家の筆頭格であった押小路家・壬生家は堂上家に準じて、また、伊丹家（重賢：青蓮院宮諸大夫）・尾崎家（三良：三条家諸大夫）・富井家（政章：聖護院宮坊官）は勲功により華族（男爵）に列せられた。

## 地下家の世職
地下家も堂上家と同様、世職世業であった。江戸時代には地下の世職は局務（大外記上首：押小路家が世襲）・官務（左大史上首：壬生家が世襲）・蔵人所出納（平田家が世襲）が、それぞれ外記方・官方・蔵人方の世襲の諸役人を管掌し、朝廷の各種行事の運営を司った（催官人）。特に、局務と官務を並べて両局と称され、幕末には出納を加えた三催という言葉も現れた。
催官人の3家以外の地下家の官人は、並官人と呼ばれ、更にその下には儀式などの際に雑用を担当する下官人と呼ばれる人々がいた。並官人は六位から立身するのに対して、下官人は七位もしくは史生から立身するのが通例であった。下官人は一種の「株」の形で身分を売買することが行われ（表面上は買主が売主の養子に入る場合が多い）、また必要な人員確保を理由とした官司による取立も行われたため、京都や周辺の商人や農民が社会的身分の上昇や生活の糧（仕事）の獲得などを目的に地下官人の身分を得る例もあった（催官人は官司からの地下人補任の申請があれば、ほとんどの場合そのまま受理していた）。
下官人は江戸時代後期の朝儀再興に伴う人手不足を補うために増員され、『地下次第』によれば延享5年（1746年）には73名であったものが、寛政8年（1796年）には110名、嘉永2年（1849年）には170名に増加している。
外記方
大外記、外記、史生、文殿、召使、少納言侍、中務省史生、大舎人寮、同史生、内蔵寮官人、同史生、造酒司史生、縫殿寮、同史生、大膳職、同史生、大炊寮史生、掃部寮、内豎、陣官人、左馬寮、右馬寮、兵庫寮、同史生、賛者、使部
官方
史（左大史・右大史・左少史・右少史）、史生、官掌、召使、弁侍、内舎人、内匠寮史生、大蔵省、同史生、木工寮、同史生、主殿寮、同官人、左生火官人、右生火官人、使部
蔵人方
出納、御蔵小舎人、蔵人所衆、同行事所、図書寮、同史生、内蔵寮官人、同史生、主水司、同史生、院承仕、大仏師、絵所
その他
検非違使、楽人、滝口、近衛府、院司、陰陽寮、内膳司、御厨子所、上下御倉、画所、
摂家、宮家、清華家、大臣家、一部の羽林家、門跡などの諸大夫、侍